# 대한민국 형사소송법 제147조
대한민국 형사소송법 제147조는 공무상 비밀과 증인자격에 대한 형사소송법의 조문이다.

## 조문
제147조(공무상 비밀과 증인 자격) ① 공무원 또는 공무원이었던 자가 그 직무에 관하여 알게 된 사실에 관하여 본인 또는 당해 공무소가 직무상 비밀에 속한 사항임을 신고한 때에는 그 소속 공무소 또는 감독 관공서의 승낙 없이는 증인으로 신문하지 못한다.
②그 소속공무소 또는 당해 감독관공서는 국가에 중대한 이익을 해하는 경우를 제외하고는 승낙을 거부하지 못한다.

第 147條(公務上 秘密과 證人資格) ① 公務員 또는 公務員이었던 者가 그 職務에 關 하여 알게 된 事實에 關하여 本人 또는 當該 公務所가 職務上 秘密에 屬한 事項임을 申告한 때에는 그 所屬公務所 또는 監督官公署의 承諾 없이는 證人으로 訊問하지 못한다.
② 그 所屬公務所 또는 當該 監督官公署는 國家에 重大 한 利益을 害 하는 境遇를 除外 하고는 承諾을 拒否 하지 못한다.

## 참고 문헌
- 손동권 신이철, 새로운 형사소송법(초판, 2013), 세창, 2013. ISBN 9788984114081